# Obraz Matki Bożej Pocieszenia z Gniezna
Obraz Matki Bożej Pocieszenia z Gniezna – wizerunek przedstawiający Maryję z Dzieciątkiem w typie hodegetrii, znajdujący się w głównym ołtarzu franciszkańskiego kościoła Wniebowzięcia Najświętszej Maryi Panny i św. Antoniego w Gnieźnie, otoczony kultem religijnym i uważany za cudowny.

## Historia obrazu
Obraz został namalowany na wzór obrazu znajdującego się w bazylice Matki Bożej Większej (wł. Basilica Papale di Santa Maria Maggiore) w Rzymie, obrazu Matki Bożej Śnieżnej (włos. Salus Populi Romani). Można też przypuszczać, że sposób prezentacji postaci na obrazie przypomina wschodnią ikonę, na której przedstawiano Maryję z Dzieciątkiem.
Nieznany jest ani autor, ani pracownia w której został on wykonany. Z pewną dozą prawdopodobieństwa można go jedynie datować na pierwszą połowę wieku XVII, a może nawet na wiek XVI. Wiadomo na pewno, że w 1659 trafił on do franciszkanów gnieźnieńskich jako dar przekazany przez jednego z mieszkańców miasta Władysława Mituszewskiego. Nie sposób dziś określić: skąd on do niego trafił, ani co było motywem, że znalazł się on w jego rękach, tym bardziej, że nie zachowały się żadne dokumenty z tamtych lat, które by o tym opowiadały. W 1648 właściciel zaobserwował cudowne zjawisko, pojawienie się na licu tego obrazu kropel cieczy, najprawdopodobniej – jak przypuszczał – potu. Zjawisko to powtórzyło się jeszcze dwukrotnie 24 grudnia 1658 i 14 grudnia 1659. Chcąc się podzielić tym faktem postanowił on przekazać po kilku dniach od ostatniego „pocenia”, obraz na widok publiczny, ofiarując go do miejscowego kościoła. Początkowo umieszczono go z boku kościoła.

## Kult obrazu
Liczne modlitwy przez wiernych oraz doznane w ten sposób łaski i uzdrowienia przed obrazem – jak głosi tradycja – sprawiły, że wierni oraz ojcowie franciszkanie uznali go za cudowny, umieszczając przed nim już od drugiej połowy XVIII wieku liczne wota, będące swoistym podziękowaniem. Kronikarze franciszkańscy nazywali obraz w swych dziełach mianem: (łac. Imago gloriosa), czyli słynący łaskami. Niestety, nie zachowały się do naszych czasów jakiekolwiek przekazy źródłowe o imiennie doznanych uzdrowieniach, gdyż nie wspominają o nich żadne księgi ani protokóły. Faktem jest jedynie, że Maryję na obrazie zaczęto tytułować: Pocieszycielką Strapionych, Matką Pocieszenia i Uzdrowieniem Chorych czy też Szafarką Dobroci.
Duże znaczenie w rozwoju jego kultu miały wydarzenia polityczne obejmujące niespokojne czasy wojen z ich konsekwencjami (m.in. potop szwedzki 1655 w czasie II wojny północnej 1655–1670 czy III wojna północna 1700–1721) oraz cudowne orędownictwo jakie przypisywano postaciom na wizerunku. Kult początkowo obejmował Gniezno i jego okolicę, a dopiero później się rozszerzył nieco dalej. Ocalenie od epidemii z lat 1700–1707 również przypisywano orędownictwu Matki Bożej. Kult wizerunku znacznie się rozszerzył, kiedy to po modernizacji kościoła umieszczono go w 1750 lub 1752 w nowym głównym ołtarzu. W 1819 wstawiennictwu postaci na wizerunku przypisywano ocalenie klasztoru franciszkanów od grasującego w mieście pożaru, który strawił ponad 245 budynków. W czasach zaborów kult Matki Bożej nie ustawał. W 1836 dostrzeżono grabież wotów oraz srebrnej sukienki Matki Bożej, którą umieszczono wcześniej na wizerunku.
Warto dodać, że przed wizerunkiem Matki Bożej Pocieszenia modliło się wielu świątobliwych, wyniesionych na ołtarze osób: m.in. bł. Rafał Chyliński, św. Maksymilian Maria Kolbe, bł. Michał Kozal, błogosławiony a zarazem prymas Polski Stefan Wyszyński czy św. Jan Paweł II. Po II wojnie światowej, w 1956 przed obrazem doszło do aktu zawierzenia Matce Bożej franciszkanów gnieźnieńskich, będącego konsekwencją jasnogórskich Ślubów Narodu. Następnie, w 1963 franciszkanie oficjalnie nadali Matce Bożej z jej wizerunku tytuł Matki Bożej Pocieszenia – Pani Gniezna.
W każdy czwartek po mszach świętych odbywają się specjalne nabożeństwa do Pani Gniezna. Na okres kompleksowego remontu sanktuarium przypadającego na lata 2012–2015 obraz został tymczasowo przeniesiony z ołtarza głównego do kaplicy zakonnej.
Wspomnienie Matki Bożej Pocieszenia – Pani Gniezna obchodzone jest w dniach: 2 sierpnia i 15 sierpnia.

## Opis obrazu
Obraz jest dalekim naśladownictwem ikony, biorącej swój początek z Konstantynopola. Jest typowym przedstawieniem obu postaci na obrazie: Maryi w typie półfigury, zasiadającej na tronie, która na swojej lewej ręce trzyma Dzieciątko. Mocno ciemnozielone tło obrazu, będące odniesieniem do tajemnic Ducha Świętego, wyłania częściowo rozchylona po obu bokach brokatowa wzorzysta kurtyna, będąca odniesieniem do zasłony starotestamentalnego przybytku, określanej jako Święte Świętych. Bogate wzornictwo kurtyny oznacza mnogość tajemnic wiary.
Zamyślona postać Maryi ma spojrzenie skierowane na widza. Na twarzy widać duże, szeroko otwarte oczy, podkreślone przesklepionymi, łukowatymi brwiami, długi pociągły nos oraz krótkie powściągliwe usta. Piękny owal twarzy podkreśla kolumna jej wysmukłej szyi. Maryję okrywa wierzchni szaroniebieski maforion, będący płaszczem opiekuńczym (symbolem miłosierdzia), lamowany na bokach, z umieszczoną na nim na wysokości barku pięcioramienną złotą gwiazdą, będącą symbolem jej czystości i Niepokalanego Poczęcia, i słabo zarysowanym, równoramiennym krzyżem widocznym na wysokości jej czoła. Pod maforionem widać suknię w kolorze żółtopomarańczowym. Charakterystyczną cechą prezentacji Maryi jest układ rozchylonych palców jej dłoni.
Dzieciątko o kręconych długich, rudobrązowych włosach ma twarz podobną do twarzy Maryi, z wysokim czołem oraz lekkim uśmiechem i spojrzeniem skierowanym ku widzowi. Okryte jest w żółtopomarańczową suknię oraz szarozielony zapięty kaftanik. W lewej ręce trzyma zamkniętą czarną, świętą księgę, zaś rozwartymi dwoma paluszkami prawej dłoni podkreśla, że jest drugą Osobą Trójcy Świętej. Głowy obu postaci ozdabiają promieniste, złote nimby, okrągły Maryję i kwadratowy, przypominający krzyż, Dzieciątko.

## Koronacja obrazu
Z przekazu źródłowego ojców franciszkanów wiadomo, że obraz został pierwotnie koronowany, najprawdopodobniej w połowie XVIII wieku. Nie jest znany fundator pierwszych koron, koronator oraz dokładna data koronacji. Faktem jest natomiast, że od połowy lat 60. XX wieku franciszkanie podjęli starania w Stolicy Apostolskiej w celu uzyskania zgody na oficjalną papieską koronację Matki Bożej w jej gnieźnieńskim wizerunku. 18 października 1996 metropolita gnieźnieński, abp Henryk Muszyński na prośbę gdańskiego prowincjała franciszkanów o. Mansweta Wardyna OFMConv zwrócił się do watykańskiej Kongregacji ds. Kultu Bożego i Dyscypliny Sakramentów o wyrażenie zgody na dokonanie koronacji obrazu, którą to prośbę zaaprobowano w dniu 20 listopada 1996.
Podczas swojej pielgrzymki do Polski w 1997, papież Jan Paweł II w katedrze gnieźnieńskiej uroczyście koronował Matkę Bożą Pocieszenia w jej wizerunku w dniu 3 czerwca. Rok później 24 czerwca 1998 abp Henryk Muszyński ustanowił kościół Wniebowzięcia NMP i św. Antoniego, w którym znajduje się wizerunek Pani Gniezna nowym sanktuarium maryjnym, na skierowaną 20 listopada 1997 prośbę o. Mansweta Wardyna OFMConv. Korony zdobione są kamieniami szlachetnymi i są typem koron zamkniętych, z wieńczącą ją kulką z zatkniętym krzyżykiem. Na łożu korony Maryi umieszczono dodatkowo herb Gniezna, a na łożu Dzieciątka herb franciszkański.